# Bisdom Hongkong

Het bisdom Hongkong is een rooms-katholiek bisdom in het Kantonese zuiden van China. Kardinaal-priester Stephen Chow Sau-yan is bisschop van Hongkong.